# 阿曽原温泉
阿曽原温泉（あぞはらおんせん）は、富山県黒部市黒部奥山国有林地内にある温泉。

## 解説
山小屋「阿曽原温泉小屋」が近くにあり、温泉もこの山小屋が管理している。毎年7月から10月の登山シーズンのみの営業で、小屋宿泊者は無料で入浴可。通過やテント泊など小屋に宿泊しない場合でも、料金を支払った上で利用できる。
風呂は小屋から5分 - 10分ほど下っていった場所に位置している。コンクリート造りの露天風呂が一つあり、時間を区切って男女で交代して入る。小屋および風呂の入り口に男女別の時間割が掲示されている。20時以降は混浴となる。
当温泉が位置する富山県黒部市宇奈月町阿曽原は日本郵便より交通困難地の指定を受けているため、年間を通して当地宛てに郵便物を送付することはできない。

## 阿曽原温泉小屋

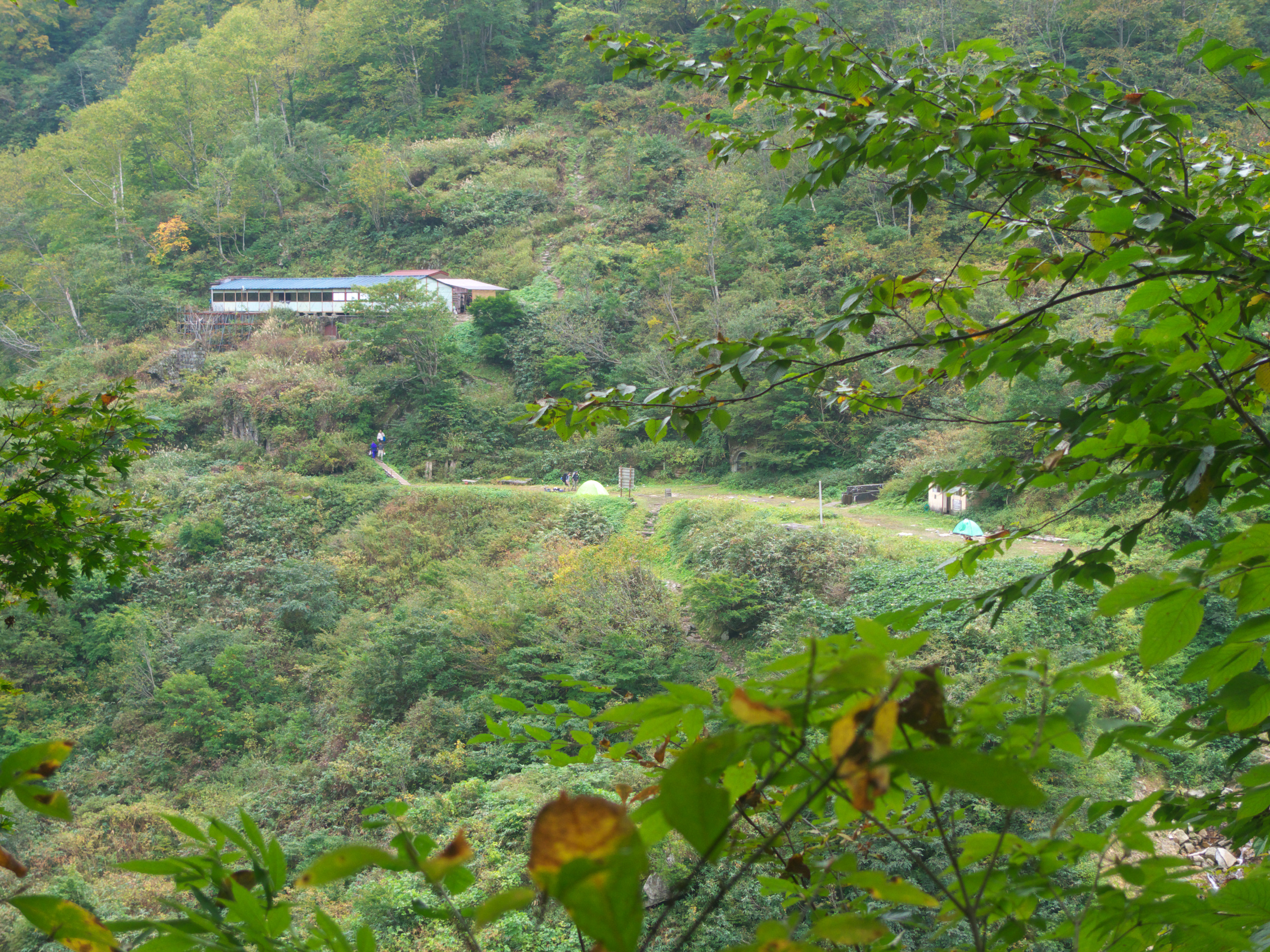
阿曽原温泉小屋の遠景（欅平側より）。写真中央部の平地がキャンプ指定地で、小屋はそこから一段登ったところに建っている。風呂へはキャンプ地からの道を下っていく

1949年（昭和24年）に阿曽原温泉小屋が建てられた。黒部峡谷の核心部「下廊下」を通る登山道である水平歩道沿いにあり、水平歩道および仙人谷ダムで同歩道と接続する日電歩道（黒部ダム方面）と雲切新道（仙人温泉方面）への中継地として利用されている。特に下廊下においてはここが唯一の山小屋であることや、日電歩道が黒部ダムまで通行できるようになるのが毎年9月頃であるため、山小屋としては珍しく秋が最も混雑する。一方、10月末以降は日没が早くなってくることや、冷え込みが強くなり路面凍結や積雪のおそれが出てくることから、例年、10月末には小屋の営業を終了している。営業終了後は風呂・トイレ・水場の利用もできなくなる。
2024年現在の経営者は、富山県警察山岳警備隊隊員から転身した人物である。定員は50名で、加えてテント30張分のキャンプ指定地がある。小屋・キャンプ指定地ともに水洗トイレ・水場あり。一帯は中部山岳国立公園内のため、キャンプ指定地以外での幕営は禁止されている。
黒部峡谷は豪雪地帯であり、温泉が位置する阿曽原谷も雪崩の巣窟のため、損壊の危険があることから恒久的な建物の設置は不可能である。このため小屋はプレハブ造りで、毎年秋の営業終了後に解体され、翌年の初夏に再び組み立てられる。同様の理由で冬季に解体される山小屋として、白馬鑓温泉小屋・白馬尻小屋がある。
プレハブユニットを新型のものに入れ替えようとしたこともあったが、新型のユニットは鉄骨が軽量化されているため、冬季間の解体保管中に雪の重みによって変形し使えなくなってしまうことや、豪雪に耐えられる強度のものを特注すると多額の費用がかかることもあり、老朽化が進行しているにもかかわらず古い型のユニットが使われ続けている。

## 歴史

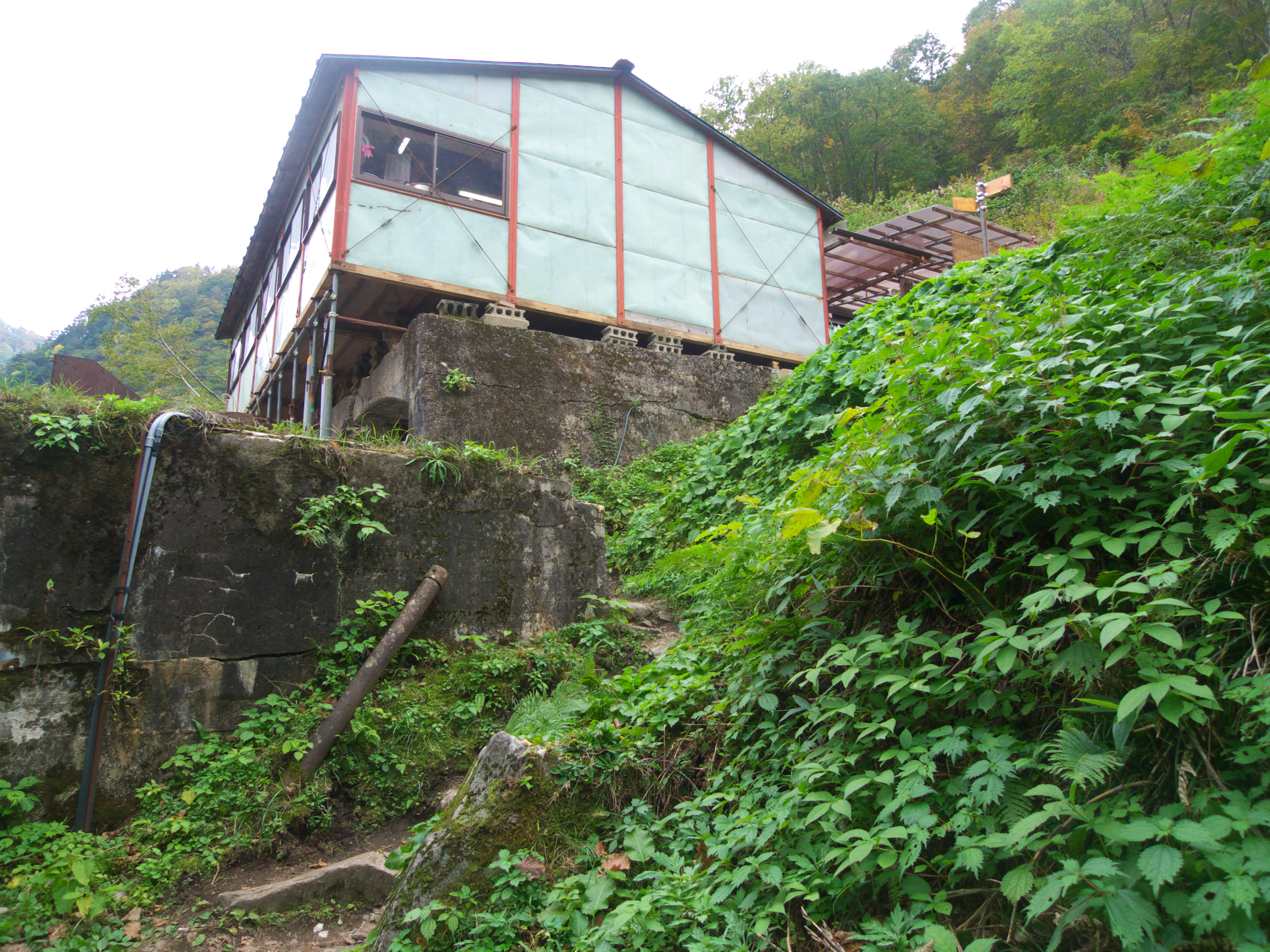
小屋は古いコンクリート基礎の上にプレハブ造りで設置されている

仙人谷ダム建設のために資材運搬用のトロッコ軌道（現関西電力黒部専用鉄道）トンネルが掘削された際、阿曽原谷付近で160℃を超える極めて高温の岩盤に行き当たり工事が難航した。この区間は「高熱隧道」と呼ばれ、トンネル開通後に導水管の設置などで若干温度は下がったものの、それでも依然として40℃前後を保っている。当温泉はこの高温の岩盤で熱せられた湧水を利用している。風呂は導水管につながるトンネル坑口のすぐ脇にあり、湯はトンネル内から引かれている。
このトンネル掘削に際して阿曽原谷にコンクリート造り6階建（2階までは鉄筋入り）の作業員宿舎が建設されたが、トンネルが貫通した後の1940年1月8日未明、阿曽原谷で発生した泡雪崩の直撃を受けて倒壊、さらに直後に発生した火災によって多くの死傷者を出した。現在の阿曽原温泉小屋はこの宿舎跡地に設置されており、現在でも旧宿舎の基礎部分が残っているのが確認できる。

## 泉質
- 単純温泉[16][17][18]
- 源泉温度は1978年時点で89℃前後[18]、2018年時点で47.3℃[16]。
- 湧出量は自然湧出で毎分46.3リットル。pH 7.4、溶存物質は754 mg/kg[16]。

## 交通アクセス
黒部峡谷鉄道欅平駅より水平歩道経由で約12 km、または関電トンネル電気バス黒部ダム駅より日電歩道経由で約19 km、いずれも徒歩のみでのアクセスとなる。両歩道ともに上級者向けの登山道であり、通行に危険を伴うことから、阿曽原温泉が「日本一危険な温泉」と呼ばれることもある。

## 阿曽原温泉が登場する作品
- 高熱隧道 - 仙人谷ダム建設を題材にした小説。
- 天地無用! - CDドラマ「天地無用! 魎皇鬼CDスペシャル2 太陽系七つの秘湯」において当地が舞台の一つとなっている。